# Rhaphidostegium leptophyllum
Rhaphidostegium leptophyllum là một loài rêu trong họ Sematophyllaceae. Loài này được (Mitt.) A. Jaeger mô tả khoa học đầu tiên năm 1878.